# Fudbalski Klub Krajina
Il Fudbalski Klub Krajina, conosciuto semplicemente come Krajina, è una squadra di calcio di Cazin, una città nella Federacija (Bosnia ed Erzegovina).

## Nome
Il nome deriva dalla Bosanska Krajina, la regione storico-geografica ove è situata Cazin.

## Storia
Viene fondato nel 1932 e, negli anni di esistenza della Jugoslavia milita sempre nelle serie minori, riesce a disputare solamente due stagioni nella 3. Savezna liga, la terza divisione a livello inter-repubblicano esistita fra il 1988 ed il 1992.
Dopo la dissoluzione della Jugoslavia milita nei campionati minori dei musulmani di Bosnia, quelli sotto la Prva liga NS BiH, categoria che raggiunge nel 1999. Riesce a qualificarsi alla Premijer liga BiH unificata, anche se il 21º posto (su 22, e con una sconfitta per 11-0 contro il Brotnjo che a tutt'oggi è il record nella massima serie bosniaca) lo condanna alla retrocessione in Prva liga FBiH, la nuova seconda divisione della Federazione BiH.
Nella Prva liga milita solo per due anni, poi scende ancora di livello nella Druga liga FBiH, categoria in cui milita anche oggi.

### Cronistoria
| Stagione                           | Campionato                                     | Campionato                                     | Campionato                                     | Campionato                                     | Coppa                                          |
| Stagione                           | Categoria                                      | Liv.                                           | Posizione                                      | Verdetti                                       | Coppa                                          |
| ---------------------------------- | ---------------------------------------------- | ---------------------------------------------- | ---------------------------------------------- | ---------------------------------------------- | ---------------------------------------------- |
| CAMPIONATI JUGOSLAVI               | CAMPIONATI JUGOSLAVI                           | CAMPIONATI JUGOSLAVI                           | CAMPIONATI JUGOSLAVI                           | CAMPIONATI JUGOSLAVI                           | Coppa di Jugoslavia                            |
| 1990–91                            | Treća liga - Ovest                             | III                                            | 10º su 18                                      |                                                | n.q.                                           |
| 1991–92                            | Treća liga - Ovest                             | III                                            | 4º su 18                                       | Abbandona il sistema calcistico jugoslavo      | n.q.                                           |
| CAMPIONATI DEI BOSGNACCHI          | CAMPIONATI DEI BOSGNACCHI                      | CAMPIONATI DEI BOSGNACCHI                      | CAMPIONATI DEI BOSGNACCHI                      | CAMPIONATI DEI BOSGNACCHI                      | Kup NS BiH                                     |
| 1992–1994                          | Non in attività a causa della guerra in Bosnia | Non in attività a causa della guerra in Bosnia | Non in attività a causa della guerra in Bosnia | Non in attività a causa della guerra in Bosnia | Non in attività a causa della guerra in Bosnia |
| 1994–95                            | ???                                            |                                                |                                                |                                                | ???                                            |
| 1995–96                            | Kantonalna liga                                | III                                            |                                                |                                                | ???                                            |
| 1996–97                            | Druga liga NS BiH - Nord                       | II                                             | 7º su 16                                       |                                                | ???                                            |
| 1997–98                            | Druga liga NS BiH - Centro                     | II                                             | 2º su 13                                       | Passa in Prva "B" liga                         | ???                                            |
| 1998–99                            | Prva "B" liga NS BiH                           | II                                             | 1º su 16                                       | Promosso in Prva liga                          | ???                                            |
| 1999–00                            | Prva liga NS BiH                               | I                                              | 11º su 16                                      | Ammesso alla Premijer liga                     | Sedicesimi                                     |
| CAMPIONATI DELLA BOSNIA ERZEGOVINA | CAMPIONATI DELLA BOSNIA ERZEGOVINA             | CAMPIONATI DELLA BOSNIA ERZEGOVINA             | CAMPIONATI DELLA BOSNIA ERZEGOVINA             | CAMPIONATI DELLA BOSNIA ERZEGOVINA             | Coppa di Bosnia                                |
| 2000–01                            | Premijer liga                                  | I                                              | 21º su 22                                      | Retrocede in 1.liga                            | Sedicesimi                                     |
| 2001–02                            | Prva liga FBiH                                 | II                                             | 11º su 16                                      |                                                | n.q.                                           |
| 2002–03                            | Prva liga FBiH                                 | II                                             | 20º su 20                                      | Ritirato                                       | n.q.                                           |
| 2003–04                            | Druga liga FBiH - Ovest                        | III                                            | 5º su 9                                        |                                                | n.q.                                           |
| 2004–05                            | Druga liga FBiH - Ovest                        | III                                            | ???                                            |                                                | n.q.                                           |
| 2005–06                            | Druga liga FBiH - Ovest                        | III                                            | 1º                                             | Promosso in 1.liga                             | n.q.                                           |
| 2006–07                            | Prva liga FBiH                                 | II                                             | 14º su 16                                      | Retrocede in 2.liga                            | n.q.                                           |
| 2007–08                            | Druga liga FBiH - Ovest                        | III                                            | 1º                                             | Promosso in 1.liga                             | n.q.                                           |
| 2008–09                            | Prva liga FBiH                                 | II                                             | 14º su 16                                      | Retrocede in 2.liga                            | n.q.                                           |
| 2009–10                            | Druga liga FBiH - Ovest                        | III                                            | 1º                                             | Promosso in 1.liga                             | Sedicesimi                                     |
| 2010–11                            | Prva liga FBiH                                 | II                                             | 4º su 16                                       |                                                | n.q.                                           |
| 2011–12                            | Prva liga FBiH                                 | II                                             | 5º su 16                                       |                                                | n.q.                                           |
| 2012–13                            | Prva liga FBiH                                 | II                                             | 15º su 16                                      | Retrocede in 2.liga                            | n.q.                                           |
| 2013–14                            | Druga liga FBiH - Ovest                        | III                                            | 2º su 12                                       |                                                | n.q.                                           |
| 2014–15                            | Druga liga FBiH - Ovest                        | III                                            | 2º su 10                                       |                                                | n.q.                                           |
| 2015–16                            | Druga liga FBiH - Ovest                        | III                                            | 1º su 10                                       | Non ottiene la licenza per la 1.liga           | n.q.                                           |
| 2016–17                            | Druga liga FBiH - Ovest                        | III                                            | 3º su 13                                       |                                                | n.q.                                           |
| 2017–18                            | Druga liga FBiH - Ovest                        | III                                            | 2º su 14                                       |                                                | n.q.                                           |
| 2018–19                            | Druga liga FBiH - Ovest                        | III                                            |                                                |                                                | n.q.                                           |

## Palmarès

### Competizioni nazionali
- Prva liga Federacije Bosne i Hercegovine: 1

1998-1999
- Druga Liga Federacije Bosne i Hercegovine: 4

2005-2006, 2007-2008, 2009-2010, 2015-2016

## Stadio
Disputa le partite casalinghe al Gradski stadion (stadio cittadino) di Cazin ed ha una capienza di 6000 posti.

## Ex giocatori di rilievo
- Damir Šahinović
- Emir Redžić
- Armin Sinanović
- Almir Tatarević